# Beinn Bheoil
Beinn Bheoil är ett berg i Storbritannien.   Det ligger i kommunen Highland och riksdelen Skottland, i den norra delen av landet, 600 km nordväst om huvudstaden London. Toppen på Beinn Bheoil är 1 019 meter över havet, eller 186 meter över den omgivande terrängen. Bredden vid basen är 3,3 km. Beinn Bheoil ligger vid sjön Loch Ericht. Det ingår i Beinn Pharlagain.
Terrängen runt Beinn Bheoil är huvudsakligen kuperad. Trakten runt Beinn Bheoil är nära nog obefolkad, med mindre än två invånare per kvadratkilometer. Det finns inga samhällen i närheten. Omgivningarna runt Beinn Bheoil är i huvudsak ett öppet busklandskap.